# Pristava (gmina Nova Gorica)
Pristava – wieś w Słowenii, w gminie miejskiej Nova Gorica. W 2018 roku liczyła 377 mieszkańców. 